# Wortegem-Petegem
Wortegem-Petegem är en kommun i Belgien.   Den ligger i provinsen Östflandern och regionen Flandern, i den västra delen av landet, 60 km väster om huvudstaden Bryssel. Antalet invånare är 6 278.
Trakten runt Wortegem-Petegem består till största delen av jordbruksmark. Runt Wortegem-Petegem är det tätbefolkat, med 331 invånare per kvadratkilometer.